# Anapisa holobrunnea
Espèce
Anapisa holobrunnea est une espèce de papillons de nuit de la famille des Erebidae.

## Répartition
Anapisa holobrunnea se rencontre au Ghana et en Guinée.

## Systématique
Le nom valide complet (avec auteur) de ce taxon est Anapisa holobrunnea (Tams, 1932).